# Pinacothèque nationale de Sienne

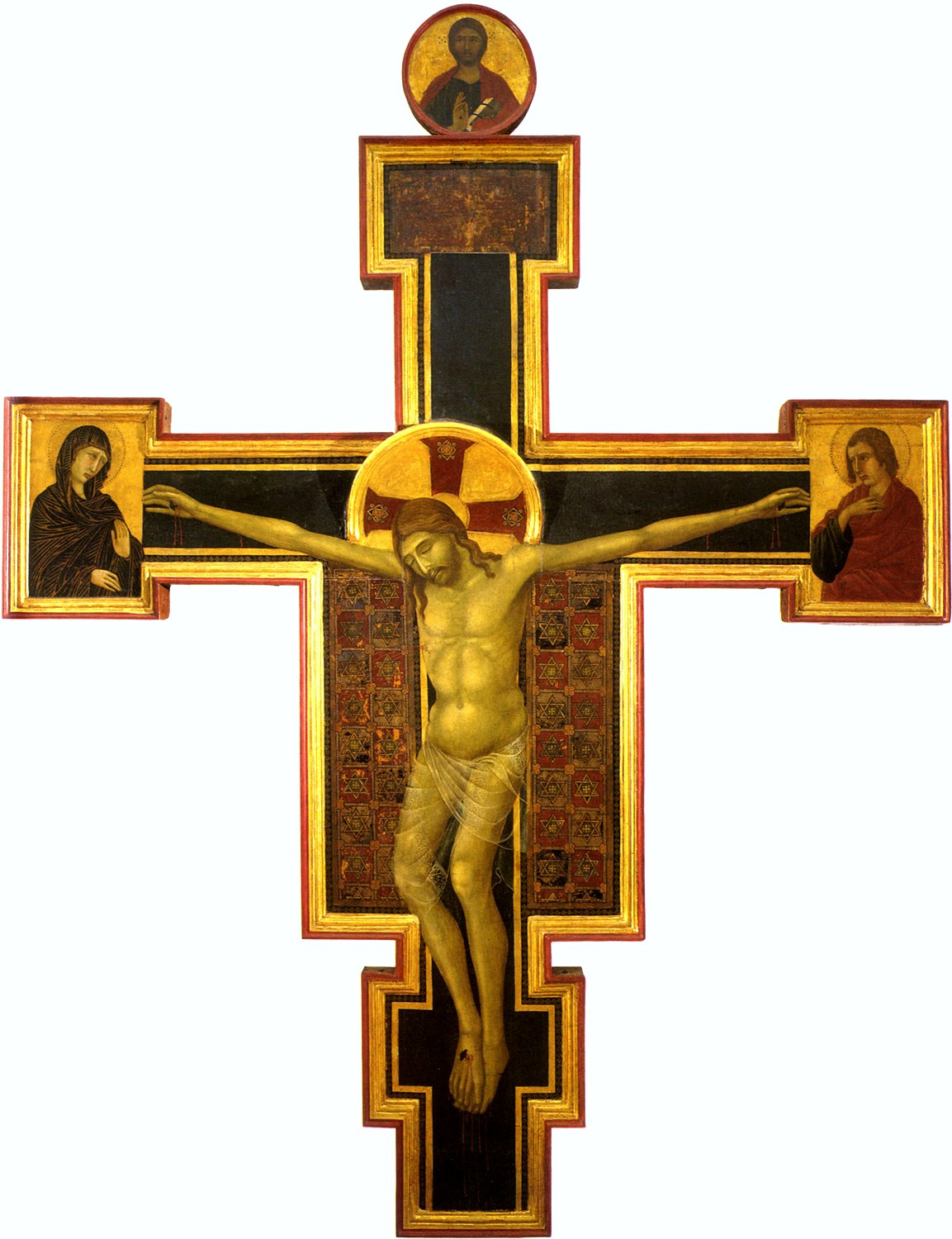
Une des œuvres de Segna di Bonaventura, parmi les nombreux crucifix peints des Duecento et Trecento exposés.

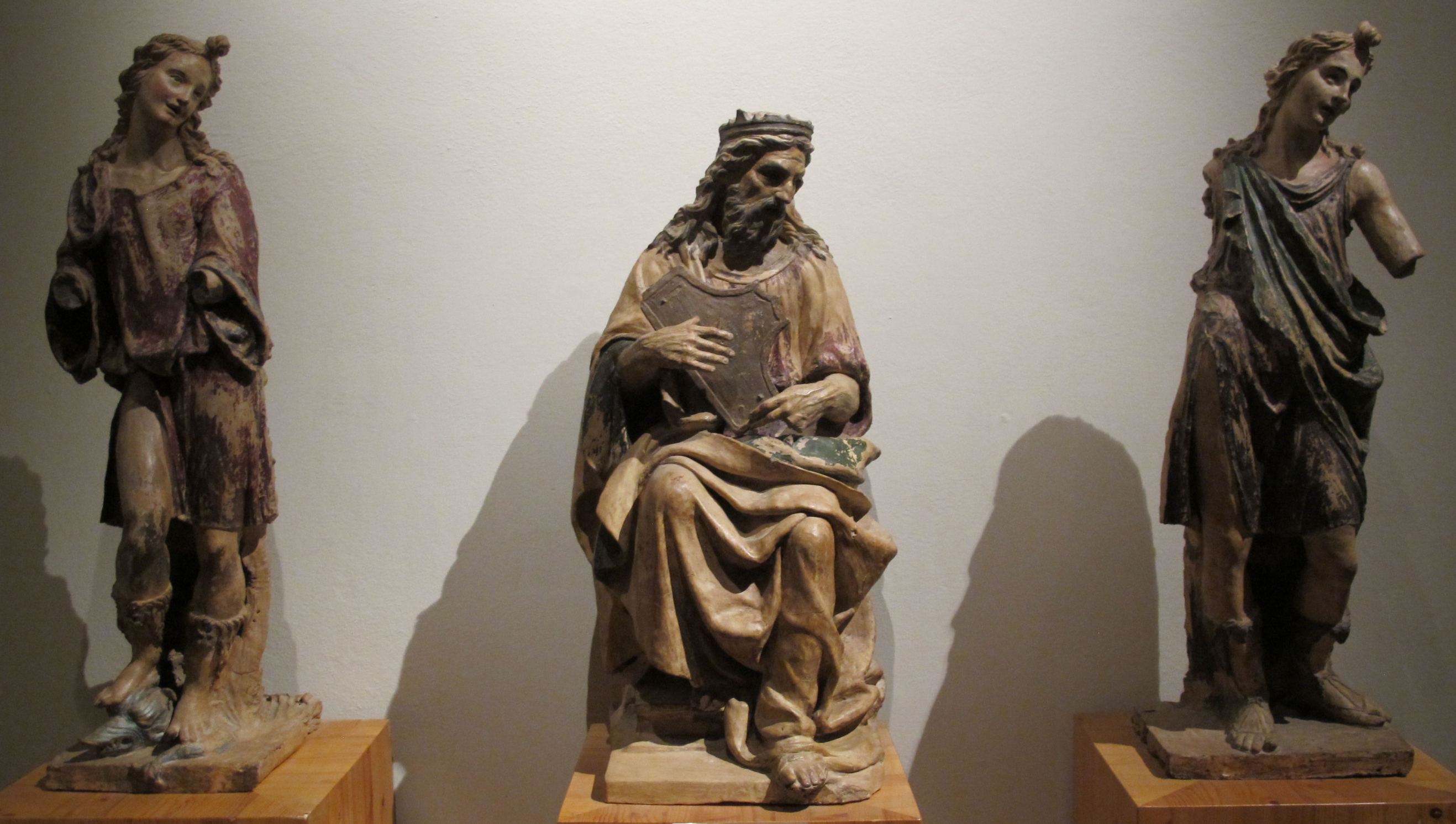
Sculptures de Carlo di Andrea Galletti.

La pinacothèque nationale de Sienne est l'un des musées de la ville de Sienne en Toscane ; installée via San Pietro, dans le palazzo Brigidi e Buonsignori datant de la fin du gothique, elle a été inaugurée en 1932 et son premier catalogue édité en 1933 par Cesare Brandi.

## Expositions permanentes
Les collections comportent, dans 26 salles sur les deux premiers étages, des œuvres allant du XIIIe au XVIe siècle, de Duccio di Buoninsegna, Simone Martini, Pietro et Ambrogio Lorenzetti, et d'autres peintres de l'école siennoise, Stefano di Giovanni (dit Sassetta), Sano di Pietro, le Maître de l'Observance, Lorenzo di Pietro (dit Vecchietta), Domenico di Bartolo, Matteo di Giovanni, Neroccio di Bartolomeo de' Landi et Francesco di Giorgio Martini, Domenico Beccafumi, Giovanni Antonio Bazzi (dit Le Sodoma), Girolamo Genga...
Duecento et Trecento
- Salles 1-2  : Origini della pittura senese e Guido  da Siena
- Salles 3-4 : Duccio e pittori ducceschi
- Salles 5-6 : Simone Martini e seguaci
- Salles 7-8 : Ambrogio e Pietro Lorenzetti
- Salles 11 : I tardo trecentisti senesi
- Salles 12/14 : Pittura senese del primo Quattrocento
- Salles 15/19 : Pittura senese della seconda metà del Quattrocento

Quattrocento
- Salles 20/23 : Pittori del Quattrocento

Seicento
- Salles 27-32-37 :  Sodoma, Beccafumi e seguaci
- Salles 33/36 : Pittura senese del Seicento
- Salle 26 : Le sculture

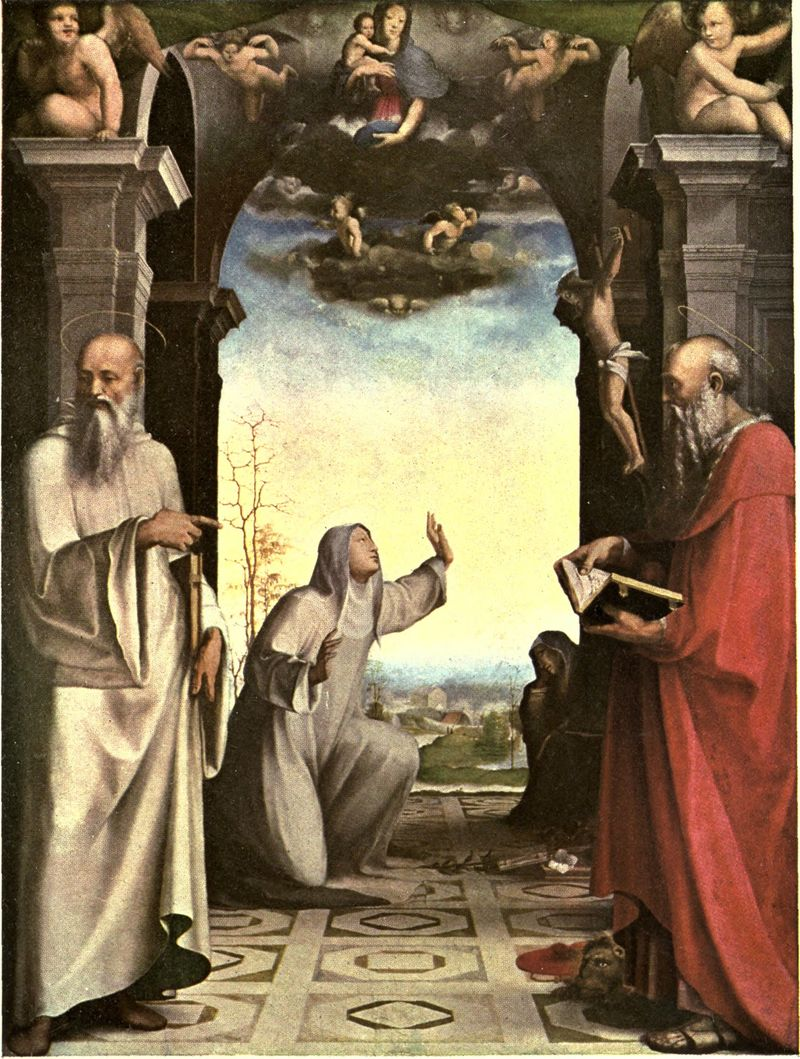
Beccafumi
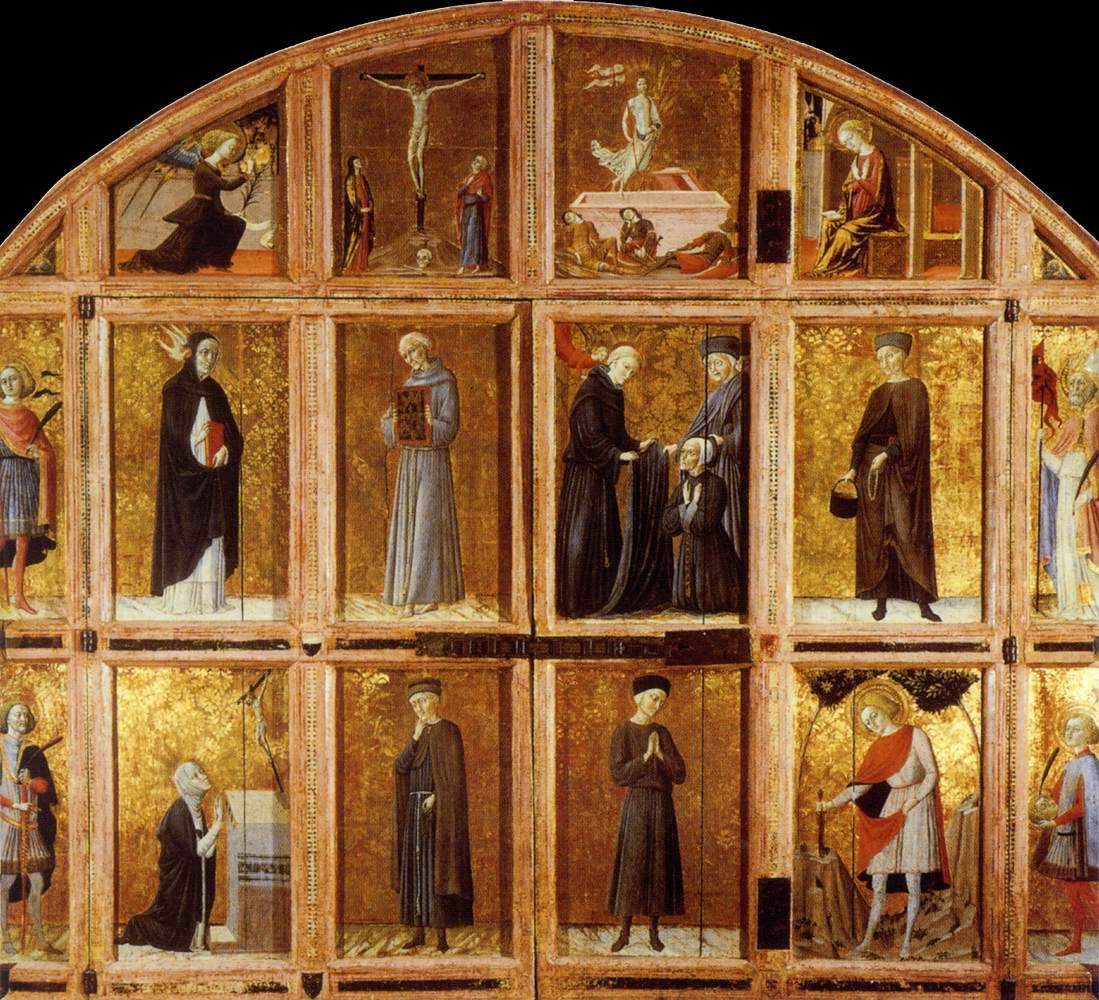
Arliquiera : armoire peinte qui servait à abriter les reliques par Vecchietta
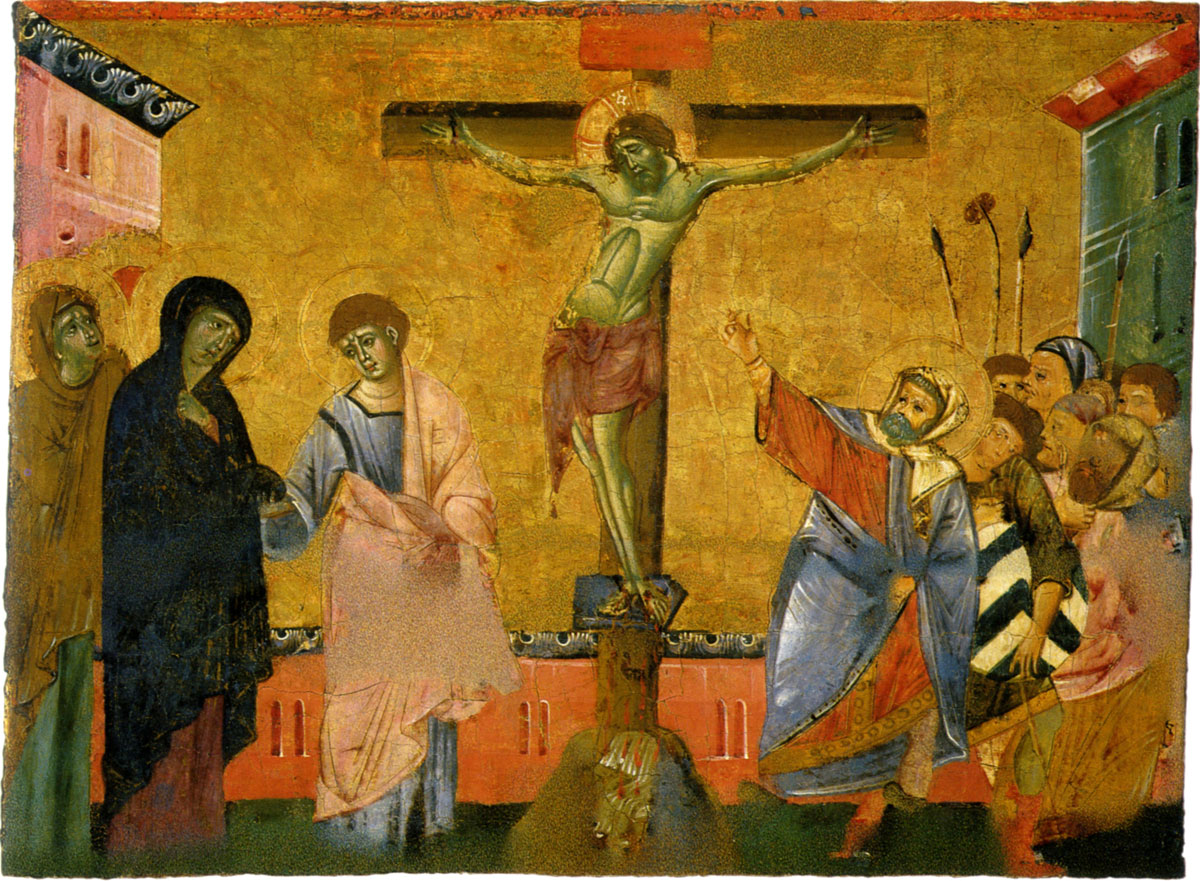
Guido da Siena
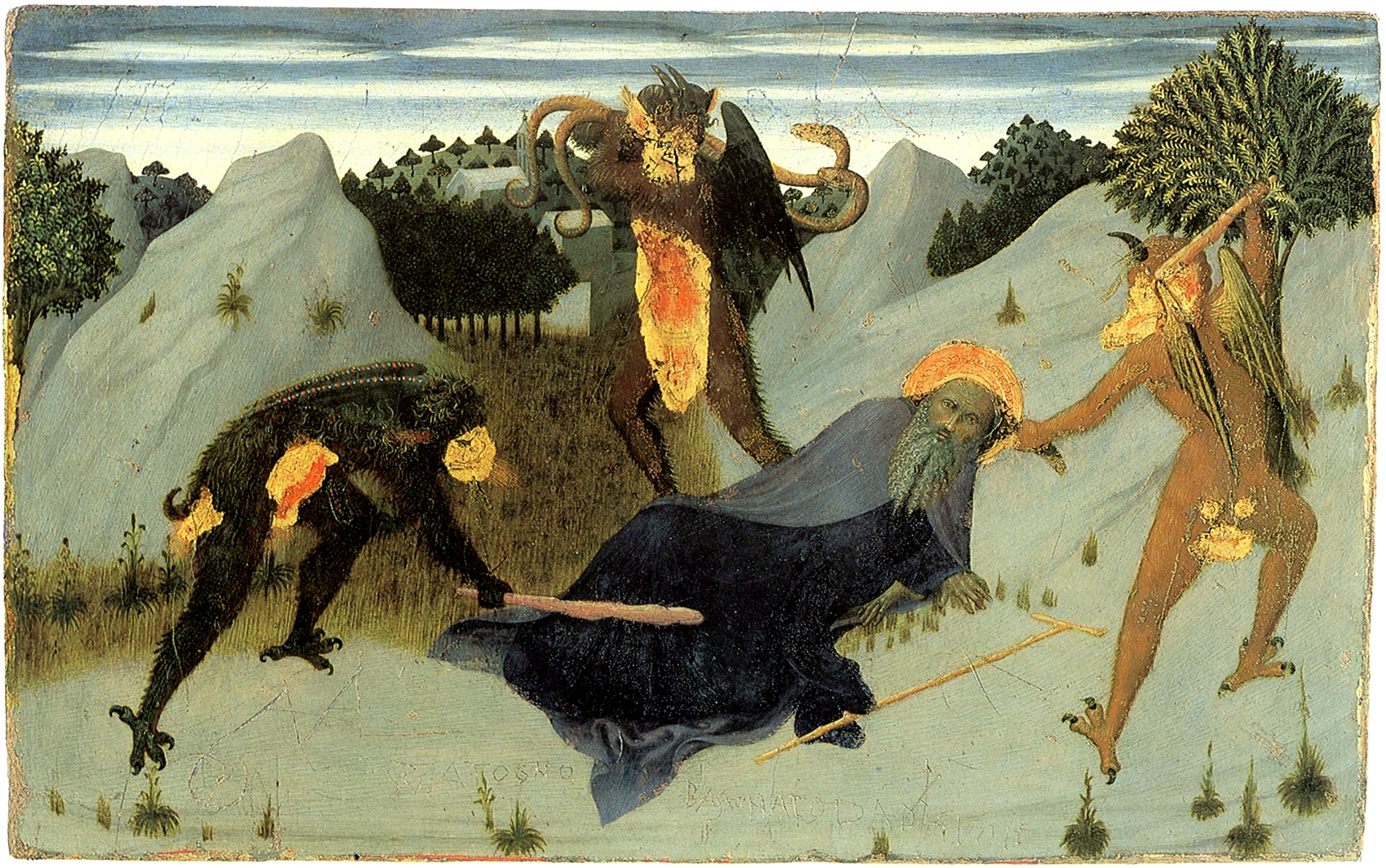
Sassetta
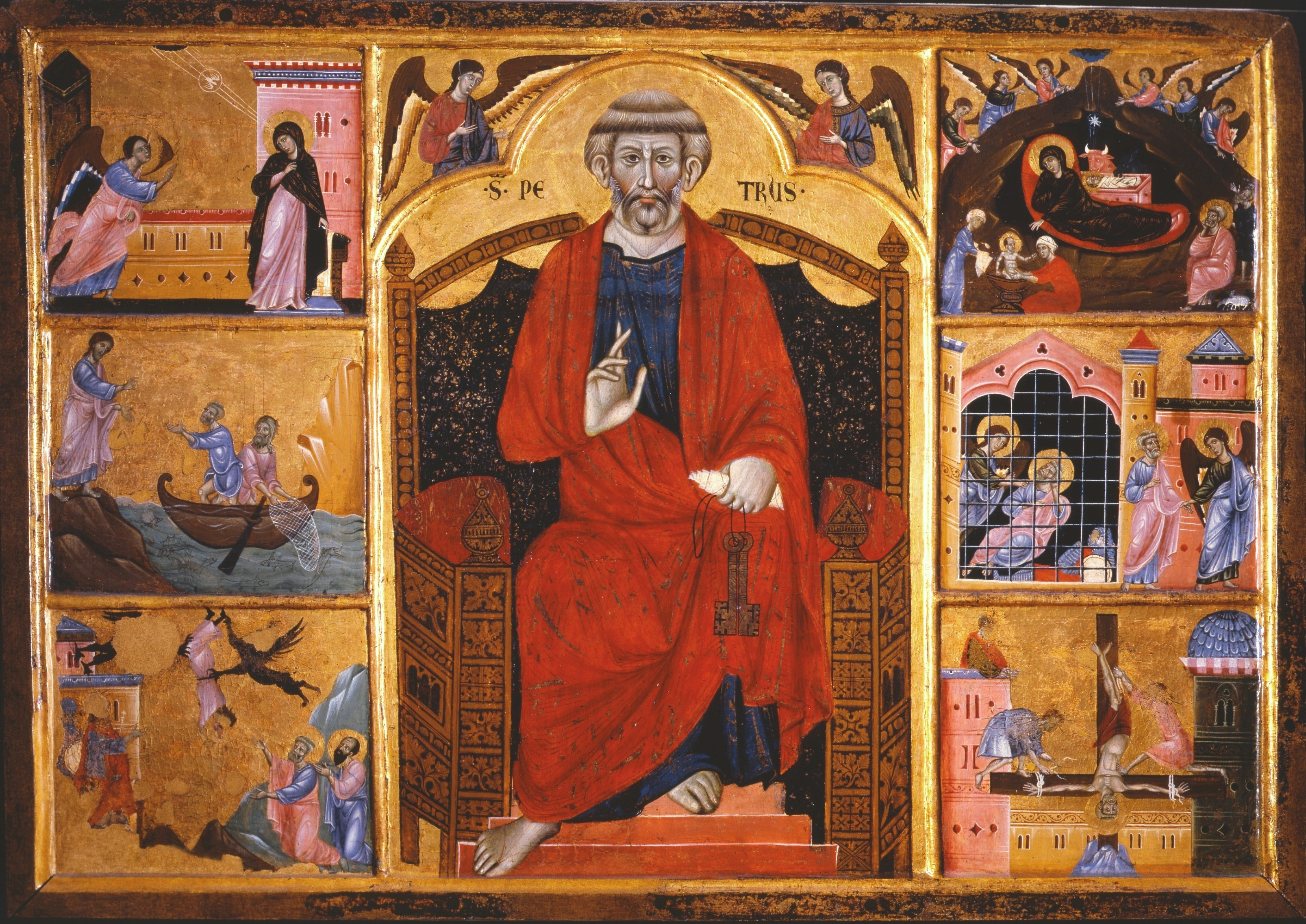
Guido di Graziano

Le troisième étage (fermé en 2010) est consacré aux œuvres italiennes de la Collection Spannocchi avec des œuvres de Giovanni Battista Moroni, Bernardo Strozzi, Paris Bordone, Lorenzo Lotto, Padovino, Sofonisba Anguissola, Francesco Furini, et à quelques œuvres allemandes et flamandes de Lucas Cranach le Jeune et Albrecht Dürer.

## Quelques expositions temporaires
- 1985 : Simone Martini e « chompagni »,
- 2009 :  L'Héritage artistique de Simone Martini, en collaboration avec le Petit Palais d'Avignon.
- 2011 : Da Jacopo della Quercia a Donatello. Le arti a Siena nel primo Rinascimento